# Viaggiamo con Benjamin
Viaggiamo con Benjamin (La llamada de los gnomos) è una serie televisiva a disegni animati statunitense-canadese-spagnola, ispirata all'opera dell'illustratore olandese Rien Poortvliet "Gnomi" (Leven en werken van de Kabouter, 1976). Sull'onda del successo del cartone fu data alle stampe da De Agostini nel 1989 una pubblicazione in 25 volumi illustrati chiamata "Viaggiamo con Benjamin alla scoperta del mondo", con testi di Saro de la Iglesia e Javier Gomez Rea, disegni di E. Almendros, S. Cutting, F. De La Rosa, J. L. Fernan, A. Grajera, M. Sosa, F. Tortola.

## Trama
Tratto dai racconti dei libri illustrati di Rien Poortvliet e Wil Huygen, Viaggiamo con Benjamin nasce sull'onda dei racconti degli Gnomi, esattamente come David Gnomo. In questa serie il protagonista è il saggio Benjamin, uno gnomo che viaggia in tutto il mondo sulla sua fedele oca, assieme al suo giovane allievo ed amico dalla barba rossa di nome Ruggine, decisamente più impulsivo di lui e che spesso non sa come comportarsi con gnomi che hanno una cultura assai diversa dalla sua. La missione di Benjamin (Klaus nella versione originale spagnola) consiste nell'aiutare le popolazioni di gnomi sparse in tutti i luoghi del mondo, derimere delicate questioni e risolvere problemi di varia natura. Anche in questo sequel, il protagonista si scontra spesso con i malvagi Trolls già incontrati nella serie "David Gnomo amico mio" e nell'ultima puntata si vedono David e Lisa che tentano di curare inutilmente Agnese, la prima moglie del giudice.

## Sigla italiana
La sigla italiana Viaggiamo con Benjamin, musica e arrangiamento di Carmelo Carucci, testo di Alessandra Valeri Manera, è interpretata da Cristina D'Avena con la partecipazione del coro I Piccoli Cantori di Milano: il brano è spesso chiamato anche Benjamin, per via del personaggio di questa serie animata. L'album omonimo del 1988 con la colonna sonora del cartone, è pubblicato da Five Record.

## Doppiaggio
| Nome del personaggio | Doppiatore originale | Doppiatore italiano |
| -------------------- | -------------------- | ------------------- |
| Benjamin             | Félix Acaso          | Pietro Ubaldi       |
| Peter                | Paco Hernandez       | Maurizio Scattorin  |
| Ruggine              | Manuel Peirò         | Mario Scarabelli    |
| Pat                  | Manuel Peirò         | Luca Semeraro       |
| Pot                  | Angel Egido          | Diego Sabre         |
| Ida                  | Christina Victoria   | Lia Barbieri        |
| Elisa                | Christina Victoria   | Tullia Piredda      |

## Episodi
1. Il giudice Benjamin
2. S.O.S. dalla Scozia
3. In viaggio verso il Canada
4. Il tappeto magico
5. Viaggio in Tirolo
6. Il libro delle ricette
7. Il selvaggio West
8. La mongolfiera
9. Ritrovamento a Itaca
10. I Carpazi
11. Una lettera da Venezia
12. Invito a Gnomoshima
13. Le olimpiadi degli gnomi
14. La Siberia
15. Gli gnomi spagnoli
16. La pioggia
17. Alla volta della Francia
18. Avventure alle Haweii
19. Lo specchio rubato
20. Messico
21. Il mistero nel bosco
22. Una chiamata Scandinava
23. Avventura in Patagonia
24. Il matrimonio di Ruggine
25. L'Olanda
26. Il grande amore di Benjamin